# Stenopogon kolenati
Stenopogon kolenati là một loài ruồi trong họ Asilidae. Stenopogon kolenati được Gimmerthal miêu tả năm 1847. Loài này phân bố ở vùng Cổ Bắc giới.